# Медаль IEEE Джун-ічі Нісідзави
Медаль IEEE імені Джун-ічі Нішізави
У 2002 році Інститут інженерів з електротехніки та електроніки (IEEE) запровадив нову нагороду до своєї існуючої програми. З 2004 року одного або декількох номінантів щорічно нагороджують медаллю імені Джун-ічі Нішізави, якого вважають батьком японської мікроелектроніки. Нішізава був професором, директором двох дослідницьких інститутів та 17-м президентом Університету Тохоку в Сендаї, Японія. Він зробив важливий внесок у розробку компонентів у галузі оптичного зв'язку та напівпровідників, таких як лазерні та PIN-діоди, а також статичні індукційні тиристори для енергетичних систем.
Ця медаль IEEE щорічно вручається номінантам, які працюють у галузі матеріалів та технології приладів.
Спонсором цієї нагороди є Федерація електроенергетичних компаній Японії.

## Інтернет-ресурси
- IEEE Jun-ichi Nishizawa Medal und Preisträger (PDF; 75 kB)